# Mouhamed Gueye
Mouhamed Gueye, né le 9 novembre 2002 à Dakar au Sénégal, est un joueur sénégalais de basket-ball. Il évolue aux postes d'ailier fort et de pivot.

## Biographie

### Carrière universitaire
Entre 2021 et 2023, Mouhamed Gueye joue pour les Cougars de Washington State. Lors de sa première saison (2021-2022), il participe à 35 matchs, dont 33 en tant que titulaire, avec des moyennes de 7,4 points et 5,2 rebonds par match. En deuxième année (2022-2023), il améliore ses statistiques avec 14,3 points et 8,4 rebonds en moyenne par match sur 33 rencontres, consolidant ainsi son rôle clé au sein de l'équipe.

### Carrière professionnelle

#### Saison 2023-2024
Lors de la draft 2023 de la NBA, Mouhamed Gueye est sélectionné en 39e position par les Hornets de Charlotte, puis transféré aux Hawks d'Atlanta. Il signe son contrat rookie avec les Hawks le 3 juillet 2023. Cependant, le 12 novembre 2023, il est écarté des terrains pendant un mois en raison d'une fracture de fatigue au bas du dos, manquant ainsi une grande partie de sa saison rookie. Après sa convalescence, Gueye effectue plusieurs passages avec l'équipe affiliée des Hawks en G League, les Skyhawks de College Park.

## Palmarès et distinctions individuelles

### Universitaire
- First-team All-Pac-12 (2023)
- Pac-12 All-Freshman team (2022)

## Statistiques

### Universitaires
Les statistiques de Mouhamed Gueye en NCAA sont les suivantes :
| Saison    | Équipe           | Matchs | Titul. | Min./m | % Tir | % 3pts | % LF | Rbds/m. | Pass/m. | Int/m. | Ctr/m. | Pts/m. |
| --------- | ---------------- | ------ | ------ | ------ | ----- | ------ | ---- | ------- | ------- | ------ | ------ | ------ |
| 2021-2022 | Washington State | 35     | 33     | 21,9   | 49,1  | 28,0   | 49,3 | 5,2     | 0,5     | 0,8    | 0,9    | 7,4    |
| 2022-2023 | Washington State | 33     | 33     | 32,1   | 48,8  | 27,5   | 67,4 | 8,4     | 1,9     | 0,8    | 0,8    | 14,3   |
| Carrière  | Carrière         | 68     | 66     | 26,9   | 48,9  | 27,7   | 61,3 | 6,7     | 1,2     | 0,8    | 0,9    | 10,7   |

### Professionnelles
Les statistiques de Mouhamed Gueye en NBA et en G League sont les suivantes :

### NBA
| Saison    | Équipe        | Matchs | Titul. | Min./m | % Tir | % 3pts | % LF | Rbds/m. | Pass/m. | Int/m. | Ctr/m. | Pts/m. |
| --------- | ------------- | ------ | ------ | ------ | ----- | ------ | ---- | ------- | ------- | ------ | ------ | ------ |
| 2023-2024 | Atlanta Hawks | 6      | 2      | 12,2   | 34,8  | 33,3   | 83,3 | 1,7     | 2,0     | 3,7    | 0,7    | 4,0    |
| NBA       | NBA           | 6      | 2      | 12,2   | 34,8  | 33,3   | 83,3 | 1,7     | 2,0     | 3,7    | 0,7    | 4,0    |

### G League
| Saison    | Équipe                   | Matchs | Titul. | Min./m | % Tir | % 3pts | % LF | Rbds/m. | Pass/m. | Int/m. | Ctr/m. | Pts/m. |
| --------- | ------------------------ | ------ | ------ | ------ | ----- | ------ | ---- | ------- | ------- | ------ | ------ | ------ |
| 2023-2024 | Skyhawks de College Park | 4      | 1      | 16,5   | 48,5  | 12,5   | 0,0  | 2,3     | 3,0     | 5,3    | 1,3    | 8,3    |
| G League  | G League                 | 4      | 1      | 16,5   | 48,5  | 12,5   | 0,0  | 2,3     | 3,0     | 5,3    | 1,3    | 8,3    |